# Anánes
Anánes (en grec moderne : Ανάνες), parfois appelés « les Rochers d’Anánes », est un groupe de sept petits îlots inhabités de la mer Égée en Grèce, à la périphérie du groupe d’îles des Cyclades. Ils sont disposés en forme de croissant du sud-ouest au nord, et comprennent les îles les plus au sud-ouest des Cyclades. Les îles les plus proches sont Milos et Andimilos au nord-est, et Falkonéra au nord-ouest.
Les îles, ainsi que Velopoúla et Falkonéra, également inhabitées, sont des zones protégées dans le cadre du réseau Natura 2000.
La plus grande île du groupe comprend plus de la moitié de la superficie totale, à 0,096 kilomètre carré. Les deux îles plus grandes restantes sont de 0,018 kilomètre carré et 0,011 kilomètre carré respectivement. Les quatre îlots et rochers restants contribuant aux 2 400 mètres carrés restants (0,59 acres).